# Hoàng Chí Thông
Hoàng Chí Thông (tiếng Trung: 黃志聰; sinh ngày 11 tháng 10 năm 1982 ở Hồng Kông) là một cầu thủ bóng đá Hồng Kông thi đấu ở vị trí trung vệ cho câu lạc bộ tại Giải bóng đá ngoại hạng Hồng Kông Dreams.

## Sự nghiệp câu lạc bộ
Năm 2004, Hoàng ký hợp đồng với câu lạc bộ tại Giải hạng nhất Hồng Kông Mutual khi anh 26 tuổi, sau mùa giải này, Hoàng trở lại [Hồng Kông Second Division.
Năm 2010, Hoàng ký hợp đồng với câu lạc bộ tại First Division Tuen Mun.
Năm 2014, Hoàng ký hợp đồng với câu lạc bộ tại Giải bóng đá ngoại hạng Hồng Kông Eastern.
Năm 2015, Hoàng có thêm nhiều cơ hội để thi đấu cho Eastern.
Năm 2017, Hoàng ký hợp đồng với Dreams.